# Ilicínea
Ilicínea este un oraș în Minas Gerais (MG), Brazilia.